# Karting
Las carreras de karts o karting son una disciplina de deportes de motor que utiliza vehículos de cuatro ruedas con ruedas abiertas conocidos como karts. Suelen disputarse en circuitos de dimensiones reducidas, aunque algunas carreras de karts profesionales también se celebran en circuitos de deportes de motor de tamaño real. El karting se percibe comúnmente como el trampolín hacia los rangos más altos de los deportes de motor, y la mayoría de los pilotos de Fórmula 1, incluidos Ayrton Senna, Michael Schumacher, Fernando Alonso, Kimi Räikkönen, Lewis Hamilton, Sebastian Vettel, Nico Rosberg y Max Verstappen, entre muchos otros, han comenzado su carrera en carreras en karting.
Los karts varían mucho en velocidad, y algunos (conocidos como superkarts) pueden alcanzar velocidades superiores a 160 kilómetros por hora (100 mph), mientras que los karts recreativos destinados al público en general pueden limitarse a velocidades más bajas.

## Historia

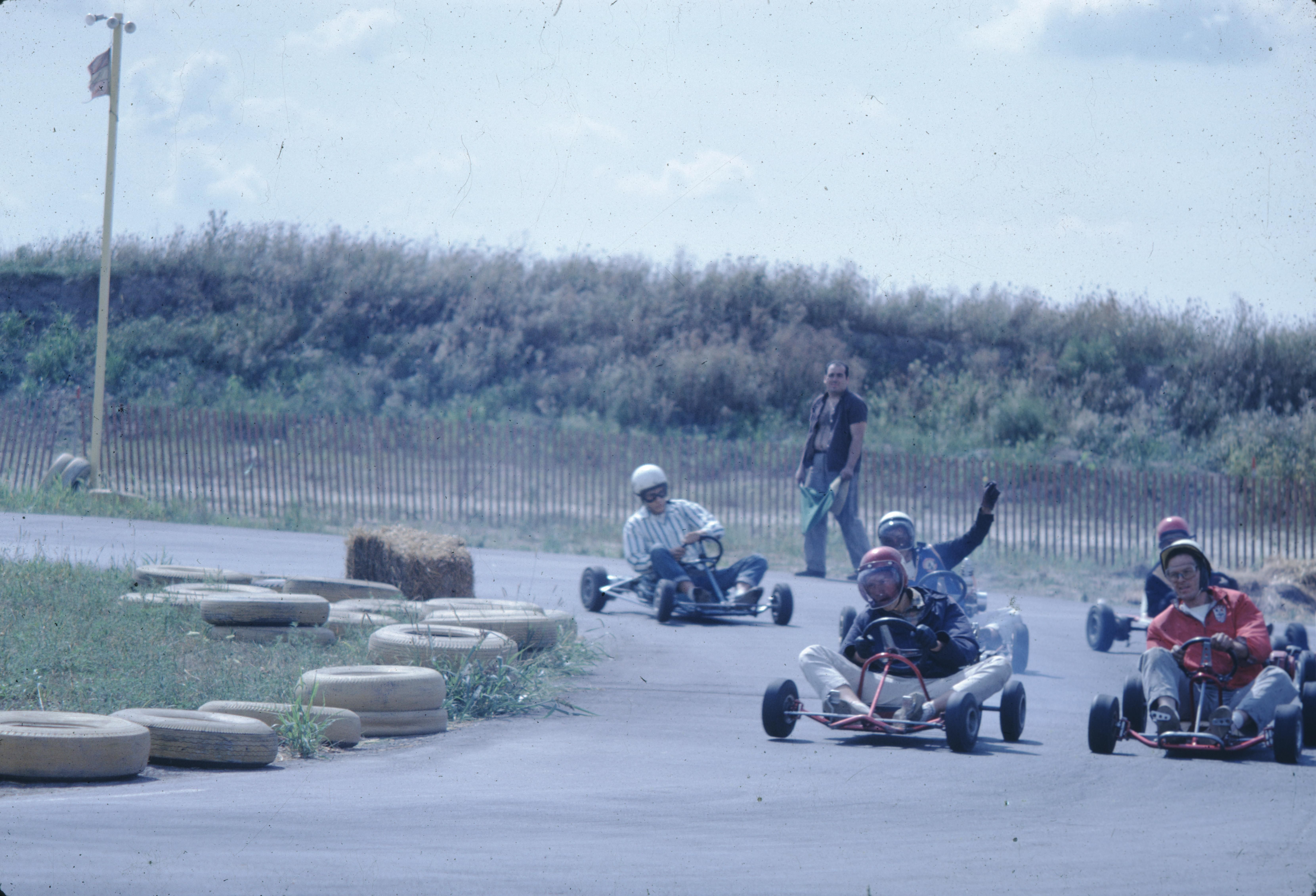
Carreras de karts en Illinois en 1962.

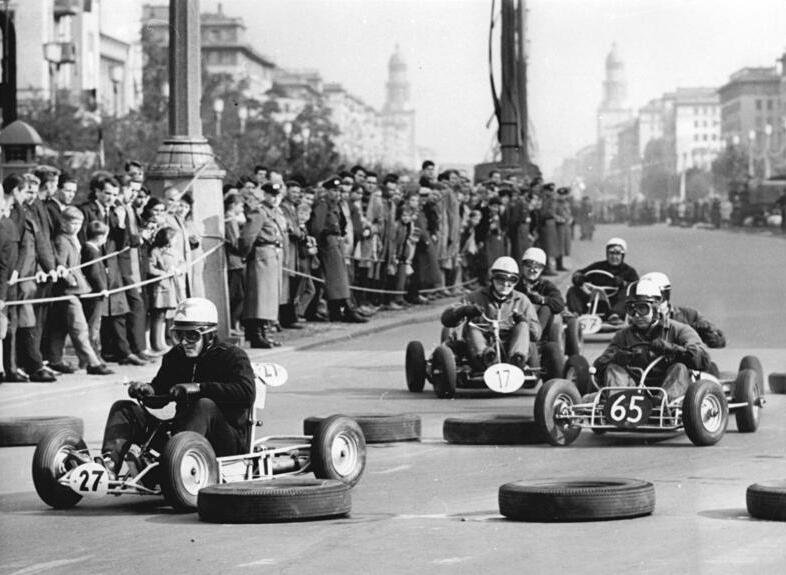
Carreras de karts en Berlín, Alemania Oriental, 1963.

Generalmente se acepta que el californiano Art Ingels es el padre del karting, que lo construyó en agosto de 1956 con un motor de una cortacésped de la West Bend Company (1911-2003). Un veterano hot rodder y constructor de autos de carrera en Kurtis Kraft, construyó el primer kart en el sur de California en 1956.
El primer fabricante de karts fue una empresa estadounidense, Go Kart Manufacturing Co. (1957). En 1959, McCulloch fue la primera empresa en producir motores para karts. Su primer motor, el McCulloch MC-10, era un motor de dos tiempos adaptado para motosierra. Más tarde, en la década de 1960, los motores de motocicletas también se adaptaron para el uso en karts, antes de que los fabricantes especializados, especialmente en Italia (IAME), comenzaran a fabricar motores para este deporte.
Muy pronto, el karting se fue consolidando en otros lugares de Estados Unidos y comenzaron las primeras competiciones "salvajes". Los go-karts fueron superando aquellos 50 km/h y rápidamente se incorporaron muchas mejoras técnicas.
Los primeros eventos de karting se llevaron a cabo en el aparcamiento del Estadio Rose Bowl.
En los años 1960, este deporte se introdujo en Europa a través de Francia e Inglaterra, y se crearon numerosas federaciones nacionales por todo el mundo. Para aglutinar este proceso federativo, la Federación Internacional del Automóvil (FIA) decidió crear en 1962 la Comisión Internacional de Karting (CIK). Mientras que los 70 fueron primordiales para el nacimiento del karting en España, de la mano de Jorge Fuentes y de otros jóvenes apasionados. En el resto del mundo el karting se revelaba como una auténtica escuela para el deporte del automovilismo, cuyas virtudes formativas aún se elogian hoy. Jóvenes pilotos como Ayrton Senna, Alain Prost o Riccardo Patrese, comenzarían así a recibir sus clases prácticas en sus competiciones infantiles y a promocionar esta disciplina cuando desembarcaron en la Fórmula 1 en los años 1980.
Desde aquel 1956 la evolución del karting ha ido en constante aumento, a pesar de que la reglamentación no ha cambiado mucho, los chasis han ido ganando en estabilidad y frenada. Aquellos primeros tubos de calefacción soldados han dado paso a los más sofisticados chasis y a los sistemas de frenos más modernos. Hoy día un kart puede alcanzar velocidades superiores a los 250 km/h (super kart), pero con una seguridad comparable a la de un Fórmula 1.
Al principio, el karting hizo las delicias de todos los amantes del bricolaje, que pudieron exprimir su ingenio creativo, pero pronto algunos constructores comenzaron a producir pequeñas series de chasis. Si al principio los motores de cortacésped MacCulloch, con sus 9 CV, hacían disfrutar a los pilotos, pronto quedaron desbancados por las marcas Montesa, Parilla, Rotax y Comet.

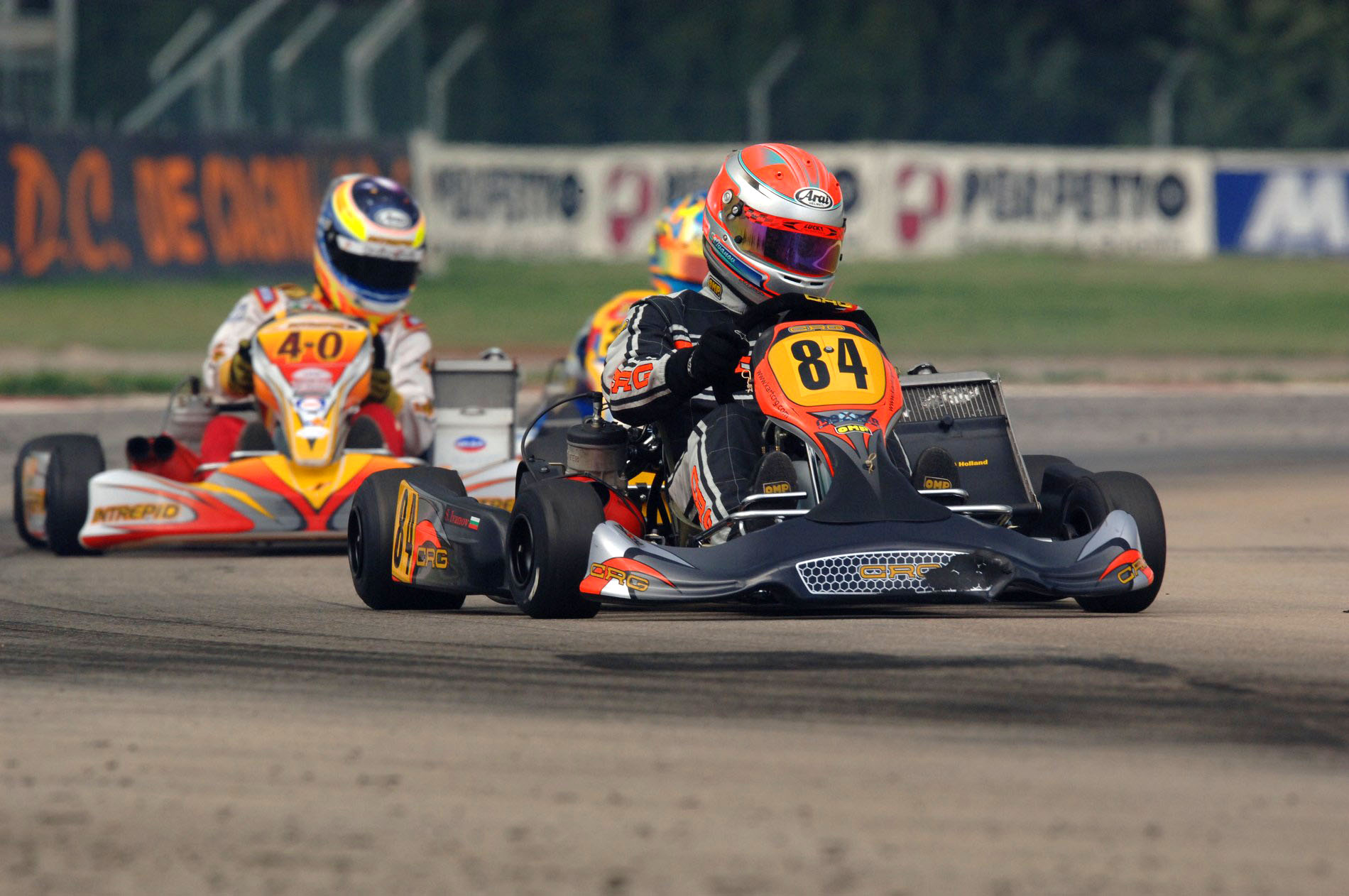
Dos participantes durante una carrera de karting.

Los siempre entusiastas italianos cuando se trata de deportes mecánicos, fueron los primeros en especializarse en la construcción de chasis. De este modo, la casa Tecno creó en los años 1960 el famoso modelo Puma, que fue el prototipo de todos los otros chasis creados desde entonces. Con más de 2000 chasis fabricados en 1965, los hermanos Pederzani, creadores de Tecno, dirigían también sus pasos hacia el automovilismo en las Fórmulas 2 y 3, antes de que los problemas económicos paralizasen un proyecto para la Fórmula 1. Desde esta época, los italianos fueron los reyes; la gran mayoría de material provenía de este país, a pesar de que los motores austriacos Rotax obtuvieron grandes éxitos durante varios años.
En 50 años, el karting ha obtenido el respeto y el reconocimiento como un deporte completo y una escuela de conducción. Pilotos como Michael Schumacher, Mika Häkkinen, Kimi Räikkönen, Fernando Alonso y otros muchos, colaboraron en sus inicios deportivos para que el deporte del karting fuera uno de los más difundidos en todo el mundo, y, sobre todo, la base más importante del deporte automovilístico actual.

## Componentes

### Chasis
El chasis está hecho de tubos de cromo-molibdeno. No hay suspensión, por lo que el chasis tiene que ser lo suficientemente flexible para funcionar como suspensión y lo suficientemente rígido como para no romperse o ceder en una curva. Los chasis de karts se clasifican en los Estados Unidos como "abiertos", "enjaulados", "rectos" o "compensados". Todos los chasis aprobados por la Commission Internationale de Karting –, Fédération Internationale de l'Automobile – o CIK-FIA son "rectos" y "abiertos".
- Los karts abiertos no tienen jaula antivuelco.
- Los karts con jaula tienen una jaula antivuelco que rodea al conductor; se utilizan principalmente en caminos de tierra.
- En el chasis recto, el conductor se sienta en el centro. Los chasis rectos se utilizan para carreras de velocidad.
- En el chasis Offset, el conductor se sienta en el lado izquierdo. Los chasis desplazados se utilizan para carreras de velocidad solo con giro a la izquierda.

La rigidez del chasis permite diferentes características de manejo para diferentes circunstancias. Normalmente, en condiciones secas, es preferible un chasis más rígido, mientras que en condiciones mojadas o con poca tracción, un chasis más flexible puede funcionar mejor. La temperatura de la pista también puede afectar el manejo y puede provocar ajustes adicionales del chasis. El mejor chasis permite agregar o quitar barras de refuerzo en la parte trasera, delantera y lateral según las condiciones de la carrera.
El frenado se consigue mediante un freno de disco montado en el eje trasero. Los frenos de disco delanteros se utilizan en la mayoría de las clases de karts con cambios y son cada vez más populares en otras clases; sin embargo, ciertas clases no los permiten. Los karts de cambio tienen cilindros maestros dobles, uno para la parte delantera y otro para la parte trasera, y son ajustables para permitir cambios de polarización delantera/trasera.
Los karts de carreras profesionales suelen pesar 165 a 175 lb (74,8 a 79,4 kg), completo sin conductor. Avanti, Tony Kart, Trulli, Birel, CRG, Gillard, Intrepid, Remo Racing, Kosmic, Zanardi o FA Kart y EKS son algunos ejemplos conocidos de los numerosos fabricantes europeos de chasis con calidad de carrera. Emmick, Coyote, Bandit, Shadow, MGM, Titan, PRC y Margay son empresas estadounidenses que producen chasis para karts.

### Motores

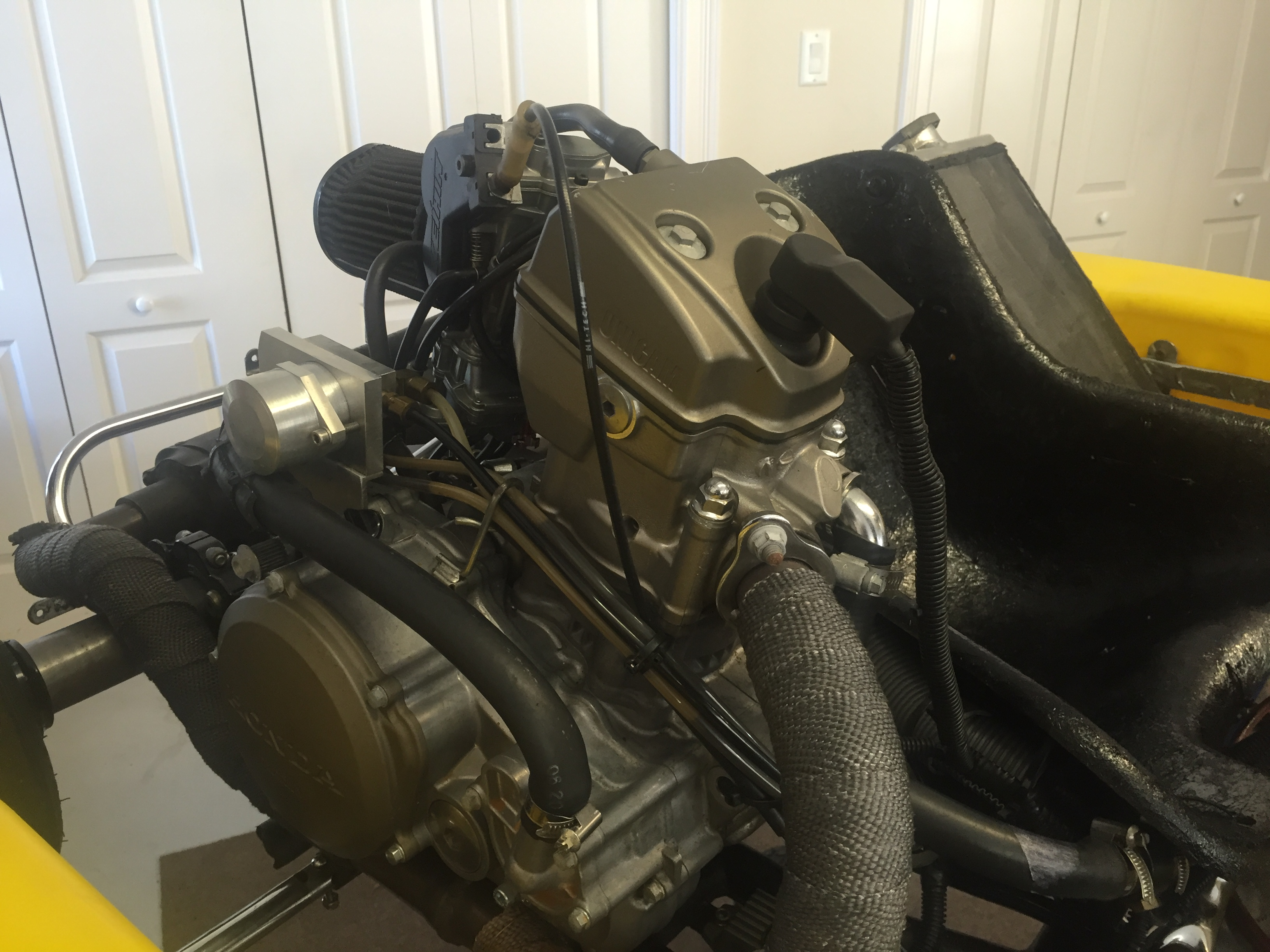
Motor de kart de cambio.

Los karts de carreras utilizan principalmente pequeños motores de dos o cuatro tiempos; sin embargo, a partir de 2022, se han adoptado a pequeña escala motores eléctricos en karts de carreras.
- Los motores de cuatro tiempos pueden ser motores industriales estándar refrigerados por aire, a veces con pequeñas modificaciones, y se desarrollan de aproximadamente 5 a 20 caballos de fuerza. Briggs & Stratton, Tecumseh, Kohler, Robin y Honda son fabricantes de este tipo de motores. Son adecuados para carreras y aplicaciones divertidas de karts. También hay disponibles motores de cuatro tiempos más potentes de fabricantes como Yamaha, TKM, Swissauto o Aixro (motor Wankel) que ofrecen desde 15 CV hasta 48 caballos de fuerza. Funcionan a 11.000 rpm y alrededor de ellas y están fabricados específicamente para karting. Se utilizan en algunas clases del Campeonato Nacional como los dos tiempos.
- Los motores de kart de dos tiempos son desarrollados y fabricados por fabricantes dedicados. Rotax, WTP, Comer, IAME (Parilla, Komet, Woltjer), TM, Vortex, Titan, REFO, Modena Engines, TKM, Yamaha son fabricantes de dichos motores. Estos pueden desarrollarse a partir de aproximadamente 8 caballos de fuerza para una unidad monocilíndrica de 60 cc (MiniROK de Vortex) a más de 90 CV para un bicilíndrico de 250 cc.[8] Hoy en día, las categorías más populares en todo el mundo son las que utilizan unidades TaG de 125 cc. Los recientes motores KF1 de 125 cc están limitados electrónicamente a 16.000 rpm.[9] Hoy en día, la mayoría están refrigerados por agua; sin embargo, los motores previamente refrigerados por aire dominaban el deporte.
- Si bien los motores eléctricos se han utilizado en karts de bajo rendimiento para parques de diversiones durante algún tiempo, particularmente en aplicaciones en interiores donde los humos son una preocupación, ahora se están comercializando karts de carreras competitivos de mayor rendimiento. Por ejemplo, el fabricante Blue Shock Racing ofrece una gama de karts eléctricos para competidores junior y senior[10] con un rendimiento comparable al de los karts de combustión y ha organizado series de carreras para ellos.[11] El fabricante de motores de combustión para karts Rotax también ofrece un motor de kart eléctrico y ha organizado eventos de carreras para karts equipados con él.[12]

### Transmisión
Propósito de la transmisión: Hay tres razones para tener una transmisión en el tren de potencia o tren de transmisión del automóvil. La transmisión puede:
- Proporciona el torque necesario para mover el vehículo en una variedad de condiciones de carga y de carretera. Lo hace cambiando la relación de transmisión entre el cigüeñal del motor y la rueda motriz del vehículo.
- Ser puesto en marcha atrás para que el vehículo pueda moverse hacia atrás.
- Estar en punto muerto para arrancar el motor y hacerlo funcionar sin girar las ruedas motrices.[13]

Los karts no tienen diferencial. La falta de diferencial significa que un neumático trasero debe patinar en las curvas. Esto se logra diseñando el chasis de modo que el neumático trasero interior se levante ligeramente cuando el kart gira en la esquina. Esto permite que el neumático pierda parte de su agarre y se deslice o se levante del suelo por completo.
La potencia se transmite desde el motor al eje trasero mediante una cadena. Tanto los piñones del motor como del eje son extraíbles. Su relación debe adaptarse a la configuración de la vía para obtener el máximo rendimiento del motor.
Al principio, los karts eran de tracción directa y requerían arranque por empuje. El inconveniente de esa configuración llevó al embrague centrífugo para las clases de nivel club. Los embragues centrífugos secos se utilizan ahora en muchas categorías; Rotax Max es un ejemplo. Se han convertido en la norma ya que las mejores clases internacionales han pasado a 125 cc equipados con embrague a partir de enero de 2007.

### Llantas
Las ruedas y los neumáticos son mucho más pequeños que los que se utilizan en un coche normal. Las ruedas están hechas de aleación de magnesio, aluminio o materiales compuestos. Los neumáticos pueden soportar fuerzas en curva superiores a 2 g (20 m/s²), dependiendo del chasis, motor y configuración del motor. Algunos fabricantes de neumáticos para automóviles, como MG Bridgestone, Dunlop y Maxxis, fabrican neumáticos para karts. También hay fabricantes específicos de neumáticos para karts, que incluyen MG, Vega, MOJO, LeCont, Cobra, Hoosier y Burris.
Al igual que en otros deportes de motor, los neumáticos para karts tienen diferentes tipos para un uso adecuado a las condiciones de la pista:
- Slicks, para pista seca. Los neumáticos lisos para karts vienen en muchos compuestos diferentes, desde muy blandos (máximo agarre) hasta muy duros (karts de entretenimiento y de alquiler, menos agarre pero larga vida útil). En las carreras de nivel internacional, debido a que los pilotos son libres de elegir sus neumáticos[15] y debido a la corta duración de cada ronda (de 10 a 20 minutos como máximo), estos son algunos de los neumáticos más blandos que se encuentran en el automovilismo.
- Neumáticos de lluvia, o "wets", para clima húmedo. Tienen ranuras, están hechos de compuesto blando y son más estrechos que los slicks. No todas las clases de carreras permiten neumáticos de lluvia.
- Especiales, como neumáticos con clavos para condiciones de hielo o "cortados/ranurados" para pistas de tierra/arcilla de alto agarre. Los cortes son slicks modificados con torno para optimizar el manejo. Los fabricantes de neumáticos como Hoosier y Burris también fabrican un neumático ranurado un poco más grande que sólo se utiliza en carreras de pista de tierra.

## Carreras
Las carreras de karts se aceptan generalmente como la forma más económica de deporte de motor disponible sobre cuatro ruedas. Como actividad de tiempo libre, puede ser practicado por casi cualquier persona y, como deporte de motor en sí mismo, es uno de los deportes regulados por la FIA (bajo el nombre de CIK), que permite competir con licencia a cualquier persona a partir de los 8 años.
En Estados Unidos, no hay tanta participación de la FIA; en cambio, muchas organizaciones regulan las carreras, como la IKF (Federación Internacional de Kart), WKA (Asociación Mundial de Karting), KART (Karters of America Racing Triad), USPKS (United States Pro Karting Series) SKUSA (SuperKartsUSA).
En el Reino Unido, la Asociación de Deportes de Motor (MSA) regula la mayoría de los Karting "conductor propietario". Algunas asociaciones, como NatSKA (Asociación Nacional de Escuelas de Karting), organizan carreras en todo el país bajo la autoridad de la MSA. Varias series de "karts de alquiler" de cuatro tiempos, como EPEC (Campeonato Europeo de Resistencia Prokart) o BRKC (Campeonato Británico de Kart de Alquiler) quedan fuera del gobierno de la MSA. Considerada como la primera liga nacional de karting del Reino Unido, la Elite Karting League también queda fuera del gobierno de MSA.
En Australia, las carreras de karts son administradas por uno de los siguientes organismos de karts:
- Australian Auto Sport Alliance - 6 clubes
- Asociación Australiana Independiente de Dirt Kart - 19 clubes
- Alianza Australiana de Kart Racers - 3 clubes
- Karting Australia : 6 asociaciones estatales (anteriormente conocidas como Asociación Australiana de Karting obtuvieron derechos para las carreras CIK-FIA a través de Motorsport Australia)
- Karting NSW : 24 clubes, separados de la Asociación Australiana de Karting en 2019[19]
- Asociación de Karting Speedway de Australia - 16 clubes
- Asociación Wheatbelt Dirt Karting - 4 clubes
- No afiliado - 8 clubes

Las clases de carreras comienzan a los 7 u 8 años (5 en los Estados Unidos con "Kid Karts") y generalmente se ejecutan en grupos de edad de 3 años o divisiones de peso hasta que se alcanza el estado "senior" a los 15 o 16 años, dependiendo de la serie.

### Formatos de carreras
Normalmente, los formatos de carrera son uno de los siguientes:

#### Sprint oPique

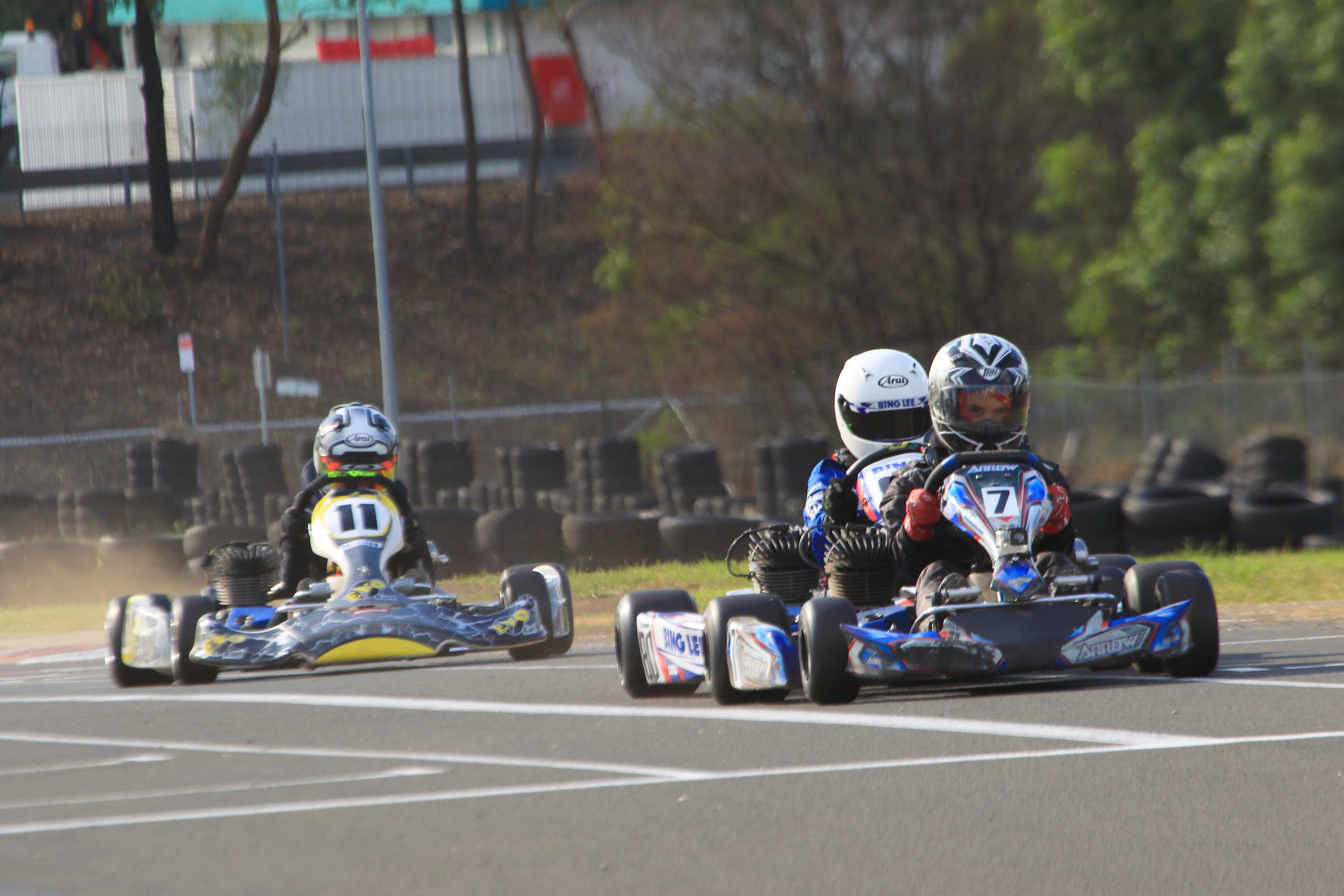
Carrera de velocidad en Eastern Creek, Australia.

Las carreras de velocidad se llevan a cabo en circuitos de karts exclusivos que se asemejan a pequeños circuitos, con giros a la izquierda y a la derecha, horquillas, chicanes y rectas cortas y largas. Las pistas varían desde 400 metros hasta 1600 metros de longitud.
El formato sprint es una serie de carreras de corta duración, normalmente de un pequeño número de vueltas, que clasifican para una final que dura 20 minutos o más, con una variedad de cálculos de puntuación para determinar el ganador general del evento. La duración típica no suele exceder los 25 minutos. Aquí lo más importante es la velocidad y el pase exitoso. Normalmente ocurre en el formato de clasificación, de una a tres eliminatorias y una carrera final por las posiciones de trofeo.

#### Endurance oResistencia

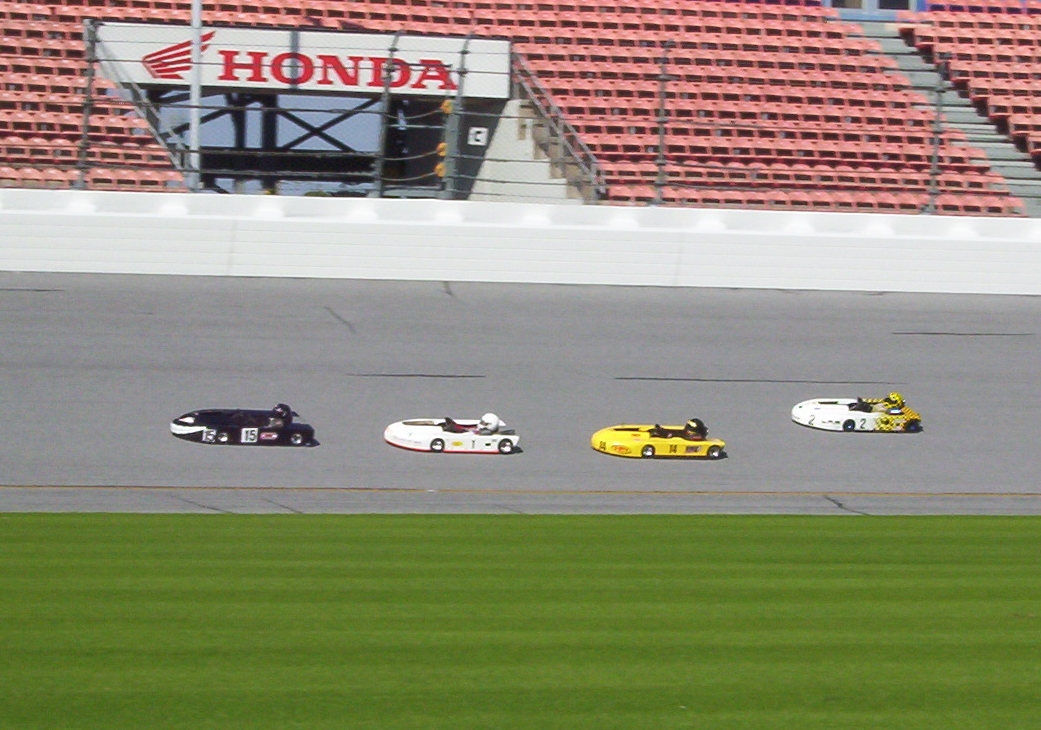
Pack de enduros tumbados en el Daytona International Speedway.

Las carreras de resistencia duran un período prolongado, que va desde 30 minutos hasta 24 horas o más, para uno o más conductores. En general, la consistencia, la confiabilidad y la estrategia en boxes son de mayor importancia que la velocidad total.

#### Velocidad
Las carreras de velocidad se llevan a cabo en pistas ovaladas de asfalto o arcilla que normalmente tienen entre 1/10 de milla y 1/4 de milla de largo. Las pistas constan principalmente de dos rectas y cuatro curvas de giro a la izquierda, pocas pistas son simétricas y, a menudo, la forma es paralela a la de un huevo o un trióvalo.
Los chasis de kart "Offset" se han desarrollado para un manejo y ajuste precisos en competencias de carreras con giro a la izquierda que se llevan a cabo en pistas ovaladas y triovaladas. Dependiendo del material de la pista, en el kart se utilizan diferentes neumáticos.
Las carreras de karts Speedway varían en duración, desde 4 vueltas para una carrera de trofeos hasta 20 vueltas para un evento principal.
Los dos formatos de carreras principales utilizados en el karting de carreras de tierra son las carreras de calor y la clasificación de vueltas cronometradas:
- La Federación Internacional de Kart (IKF) organiza un formato de carrera de dos eliminatorias de 10 vueltas seguidas de una final de 20 vueltas. Las posiciones finales en las dos carreras eliminatorias se utilizan para calcular la posición inicial en la carrera principal.
- La Asociación Mundial de Karting (WKA) utiliza la clasificación por tiempo. Los karts equipados con transpondedores salen a la pista en grupos de 5 o menos para intentar conseguir el tiempo de vuelta más rápido. Las posiciones para el evento principal de 20 vueltas se determinan según el tiempo de clasificación.
- La American Kart Racing Association (AKRA)[21] utiliza la clasificación por transpondedor de grupo para calcular las posiciones iniciales para funciones de 20 vueltas.

## Kartingen España

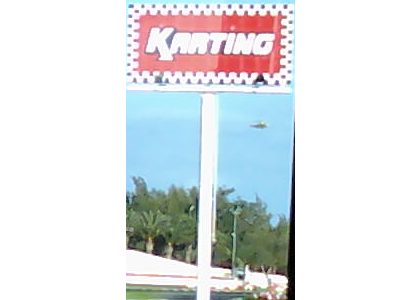
Poste anunciando el karting situado en el sur de Gran Canaria.

### Categorías de competición
Existen diferentes categorías en el karting de competición, pero desde finales de 2006 la Comisión Internacional de Karting - Federación Internacional del Automóvil (CIK/FIA) decretó nuevas categorías para todos los campeonatos internacionales: KF1, KF2, KF3, KZ1, KZ2 y Superkart. Estas son las categorías o niveles superiores del karting internacional, que a su vez también se han adoptado por todas las federaciones nacionales de automovilismo del mundo, como es el caso de la Real Federación Española de Automovilismo.
Cambios en las categorías CIK/FIA para 2007:
- KF1 sustituye a la anterior FA (Fórmula A)
- KF2 sustituye a la anterior ICA (Intercontinental A)
- KF3 sustituye a la anterior ICA-Junior (ICA-J)
- KF4 es la denominada categoría "Básica"

En 2017 se insertó como cambio al motor OK, esto dio que las categorías fuesen:
- OK junior
- OK senior

Estos motores funcionan sin embrague, por lo que utilizan mucha menos electrónica y recurren al arranque de empuje.
Todas estas categorías están utilizando motores de 125 cc. de 2 tiempos automáticos (encendido electrónico), monocilíndricos, sin caja de cambios y refrigerados por agua o aire. Cada categoría cuenta con diversas especificaciones técnicas (silenciadores, carburadores, límite de revoluciones, etc.).
- KZ1 sustituye a la anterior Super-ICC
- KZ2 sustituye a la anterior ICC (Intercontinental C)

Estas dos últimas categorías seguirán utilizando los motores de 125 cc. de 2 tiempos, monocilíndricos, con caja de cambios, y refrigerados por agua. De tal manera que no se introducen modificaciones importantes en sus regulaciones técnicas.
En la categoría INDY se usan propulsores de 500 cc. V4 biturbo limitados a 18.000 rpm. Caja de cambio manual. Con una velocidad máxima de 250 km/h, el tiempo en el que un coche es capaz de acelerar de 0 a 100 km/h es de 4,5 segundos. Los países que incluyen esta categoría son Alemania, Bélgica, Francia, Gales, Suiza, Suecia, Portugal y España.
La INDY consta de 3 categorías:
- Campeonato MINI (entre 14 y 16 años)
- Campeonato ADVANCE (a partir de 17 años)
- Campeonato GOLD (a partir de 17 años)

### Campeonato NACIONAL INDI 2024
Las categorías con derecho a participar son:
- Campeonato MINI
- Campeonato ADVANCE
- Campeonato GOLD

|LOS 2 PRIMEROS CLASIFICADOS EN EL CAMPEONATO NACIONAL SE CLASIFICAN PARA EL CAMPEONATO INTERNACIONAL|

### Campeonato de España de karting
La Real Federación Española de Automovilismo establece para el año 2008 los siguientes campeonatos, copas, trofeos
y Challenges de España de karting:
- Copa de España Alevín (entre 8 y 11 años)
- Copa de España Cadete (entre 11 y 13 años)
- Campeonato de España KF3 (entre 13 y 15 años)
- Campeonato de España KF2 (a partir de 15 años)
- Campeonato de España KZ2 (a partir de 17 años)

Actualmente las categorías en el nacional español de karting son:
- Alevín
- Cadete
- X30 junior
- X30 senior
- KZ2

En 2012 la federación INDY establece una disciplina mucho más espectacular, paralela a la FIA (Federación Internacional del Automóvil), donde incluyeron propulsores turbo, monoplazas más potentes, de menor peso y mayor cilindrada, lo que hace de esta competición un lugar mucho más solicitado por los grandes inversores del mundo del motor y las casas de apuestas. La edad mínima para competir en esta disciplina es de 14 años de edad.

## Equipo de seguridad para un piloto de karting
Al igual que todos los deportes motorizados, el karting necesita de cierto equipo mínimo para que su práctica sea segura. El equipo de seguridad básico para un piloto está compuesto por los siguientes accesorios:
- Casco: es la pieza más importante de todo el equipo, puesto que ayuda a proteger la cabeza y el rostro ante posibles accidentes de gravedad.Existen dos tipos de homologaciones dependiendo de la edad del piloto.

Para pilotos menores de 15 años:
- Snell Memorial Foundation:
- FIA CMS 2007
- FIA CMR 2007
Para pilotos mayores de 15 años:
- Snell Memorial Foundation:
- SAH2010
- SA2010
- K2010
- FIA CMS 2007
- FIA CMR 2007
- SA2005 (hasta 31-12-2018)
- K2005
- SA2000 (hasta 31-12-2014)
- K98 (hasta 31-12-2014)
- SFI Foundation Inc:
- SFI 31.1A (hasta 31-12-2018)
- SFI 31.2A (hasta 31-12-2018)
- FIA:
- 8860-2004
- 8860-2010
- British Standards Institution:
- A-type y A/FR-type BS6658-85 (hasta 31-12-2014)
La visera ayuda a aislar el rostro del piloto de elementos extraños que pudiesen dañarle al ser despedidos a gran velocidad, como puede ser polvo, arenilla, tierra, caucho y hasta partes metálicas.
- Sotocasco: aunque no es un accesorio indispensable, se recomienda su uso para aportar mayor comodidad y seguridad. Su objetivo es absorber la sudoración producida al conducir durante largos períodos de tiempo, evitando que el casco se moje y que el sudor empape la cara. Suelen estar elaborados en algodón.

- Protector de cuello o collarín: fabricado de espuma y cubierto en nylon de alta resistencia. Ayuda a reducir la fatiga en los músculos del cuello provocada por las fuerzas de gravedad al tomar las curvas a gran velocidad, sobre todo en circuitos muy revirados. En general se suministran en un solo tamaño estándar para todas las categorías.

- Mono: realizado generalmente en material ignífugo y antideslizante para evitar quemaduras o raspones. Fabricados con dos capas de materiales, generalmente antrón (fibra de nylon) por fuera y algodón por dentro. Algunos poseen protectores hechos de kevlar en los codos y rodillas para brindar mayor protección al piloto. Últimamente se utiliza un textil llamado "cordura" que aporta más resistencia a la abrasión.

- Chaleco protector de costillas: otra de las prendas más importantes para la protección del piloto, tras el uso del casco. En el karting, es muy común dañarse las costillas debido a los golpes de la espalda contra los costados del asiento. Estos continuos golpes ocasionan inflamaciones en los cartílagos y en los nervios intercostales, lo que produce intensos dolores y posibles fisuras. A su vez, el objetivo del chaleco es proteger toda la zona costal, ya que al llevarse bien ajustado proporciona una excelente protección contra impactos en accidentes graves.

- Guantes: elaborados en material no ignífugo. Ayudan a proteger las manos de posibles raspones o golpes, así como también proporcionan una mejor adherencia al volante.

- Botas de caña alta: este tipo de calzado está diseñado especialmente para el karting. Su objetivo es proteger los pies y el área de los tobillos y talones, que al conducir son sometidos a movimientos bruscos. Las suelas son más finas que en las zapatillas convencionales para transmitir mayor sensibilidad al pie del piloto. Incluso algunos modelos son fabricados en material ignífugo.